# 坪地彝族乡
坪地彝族乡是中华人民共和国贵州省六盤水市盘州市下辖的一个民族乡。

## 行政区划
坪地彝族乡下辖以下村级行政区划单位：
王家箐村、营上村、雨格村、发冲村、箐口村、莫西里村、小树林村、蒋底村、包包寨村、格青底村、岔河村、柏木嘎村、七官云村、沙克梅村和上述格村。